# Greigia berteroi
Greigia berteroi Skottsb. è una pianta della famiglia delle Bromeliacee,  endemica delle Isole Juan Fernandez, nel sud del Pacifico.